# Michael Cherry
Michael Cherry (Nueva York, 23 de marzo de 1995) es un deportista estadounidense que compite en atletismo, especialista en las carreras de velocidad y de relevos.
Participó en los Juegos Olímpicos de Tokio 2020, obteniendo una medalla de oro en la prueba de 4 × 400 m.
Ganó tres medallas en el Campeonato Mundial de Atletismo, en los años 2017 y 2019, y dos medallas de plata en el Campeonato Mundial de Atletismo en Pista Cubierta de 2018.

## Palmarés internacional
| Juegos Olímpicos                     | Juegos Olímpicos         | Juegos Olímpicos | Juegos Olímpicos |
| Año                                  | Lugar                    | Medalla          | Prueba           |
| ------------------------------------ | ------------------------ | ---------------- | ---------------- |
| 2020                                 | Tokio (Japón)            | Medalla de oro   | 4 × 400 m        |
| Campeonato Mundial                   |                          |                  |                  |
| Año                                  | Lugar                    | Medalla          | Prueba           |
| 2017                                 | Londres (Reino Unido)    | Medalla de plata | 4 × 400 m        |
| 2019                                 | Doha (Catar)             | Medalla de oro   | 4 × 400 m        |
| 2019                                 | Doha (Catar)             | Medalla de oro   | 4 × 400 m mixto  |
| Campeonato Mundial en Pista Cubierta |                          |                  |                  |
| Año                                  | Lugar                    | Medalla          | Prueba           |
| 2018                                 | Birmingham (Reino Unido) | Medalla de plata | 400 m            |
| 2018                                 | Birmingham (Reino Unido) | Medalla de plata | 4 × 400 m        |